# Vaquero

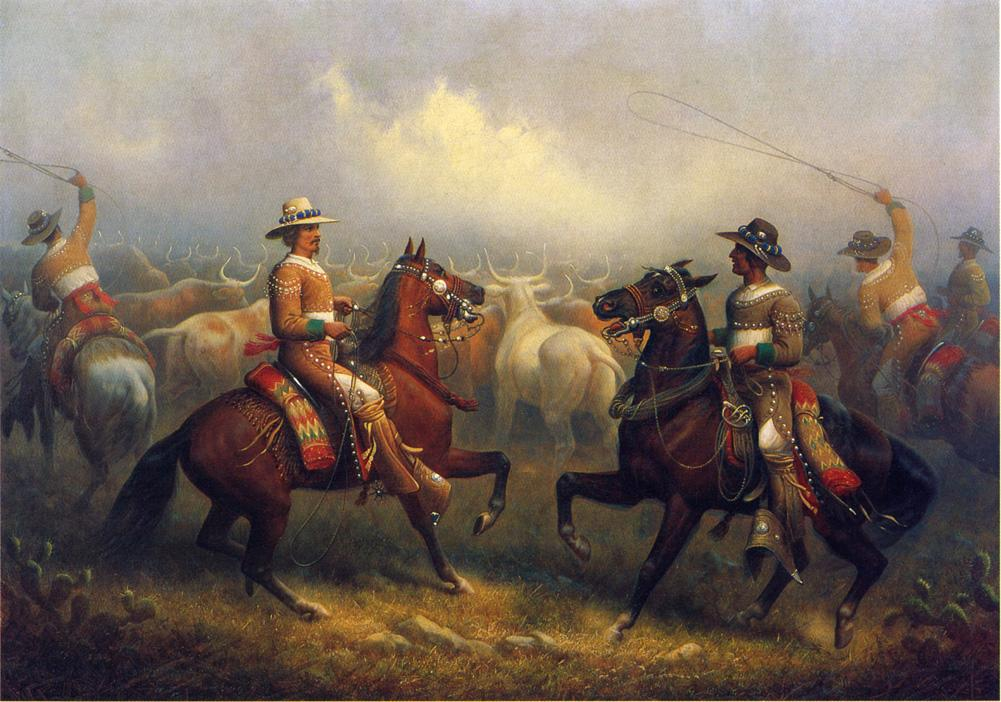
California Vaqueros von James Walker, 1875

Der Vaquero ist allgemein der berittene Rinderhirte Spaniens und vieler seiner (ehemaligen) lateinamerikanischen Kolonien, wo er z. B. als Huaso (Chile), Gaucho (Argentinien, Uruguay), Vaqueiro (Brasilien) oder Charro (Mexiko) etc. auftritt. In Portugal versieht er ähnliche Arbeiten, heißt dort aber Campino und trägt eine völlig andere Tracht. Das Wort wird mit einem weichen „B“ am Anfang ausgesprochen, das auch einem „W“ ähnelt; nicht mit einem scharf betonten „V“.

## Ausrüstung und Stil
Der spanische Vaquero trägt traditionell einen flachen Filzhut (Cordobeser), eine kurze Jacke, ein Hemd und eine Leibbinde, gestreifte, gerade geschnittene Hosen mit hohem Bund und braune Lederstiefel mittlerer Höhe. Seine Beine schützt er zu Pferd mit ledernen Beinlingen, den sogenannten Zahones; diese sind oft mit Zierstickerei geschmückt. Seine Ausrüstung umfasst außerdem einfache, meist brünierte Rädchensporen, welche mit einem Lederriemchen befestigt werden und eine ca. drei bis vier Meter lange, hölzerne Treibestange, die Garrocha. Mit dieser werden im Show-Reiten vielfach Reitkunststücke gezeigt (das sog. Garrocha-Reiten), wobei der Reiter die Handhabung dieses Werkzeugs darstellt und zusätzlich enge Volten um die aufgestellte Stange dreht. Der Campino trägt eine Zipfelmütze, in welcher Geld und Zigaretten verstaut werden, dazu ein Pluderhemd und eine Kniehose aus weißem Garn und derbe Schuhe; seine Tracht erinnert eher an einen ländlichen Arbeiter, denn einen Reiter. Auch hier wird mitunter eine Treibestange unter dem Namen Pampilho eingesetzt. Heute sind diese Trachten oft wenig ausgeprägt und werden durch moderne Kleidung und Geräte ersetzt. Schiebermütze, Regenjacken, Reithosen etc. sind im Alltag üblich geworden. Zu traditionellen Anlässen (Ferias, Fiestas, Reiterspiele, Stierkämpfe etc.) sieht man jedoch noch die originale Herausbringung.
Haltung, Reitstil und Lebensführung sind meist von einem gewissen Machismo geprägt, einer männlichen Lebenseinstellung, die Stolz, Eitelkeit und Wagemut beinhaltet. Der Vaquero reitet einhändig, mit aufrechtem Sitz und fast nur in den Gangarten Schritt und kurzer Galopp; der unbequeme Trab wird gemieden. Viele Vaqueros und ihre Pferde beherrschen auch recht schwierige Lektionen wie Piaffen, Levaden oder Traversalen. Das Bild des Vaquero wurde in den letzten Jahren durch zahlreiche Showauftritte spanischer oder quasi-spanischer Reiter im übrigen Europa bekannt, vor allem in Verbindung mit kunstvoller Garrocha-Beherrschung oder mit Flamenco-Untermalung. Die Beliebtheit iberischer Pferde (PRE, Lusitano) hat zu einer Verbreitung der iberischen Reitkultur geführt, die nunmehr auch in Deutschland, Frankreich, England und anderen Ländern zu finden ist bzw. nachgeahmt wird. Der Vaquero war das Vorbild für die amerikanischen Arbeitsreiter/Rinderhirten; das Wort hat später als Buckaroo/Buckeroo eine Verballhornung erfahren, die bis heute in einigen westlichen US-amerikanischen Bundesstaaten verbreitet ist.

## Doma Vaquera
In Spanien ist der Vaquero insbesondere der Hüter der Rinderherden, daher sein Name, „Rinder- oder Kuhmann“ – von vaca, die Kuh, das Rind. Er arbeitet vornehmlich mit den Zuchtrindern der großen Landwirtschaftsbetriebe, welche auch die Kampfstiere für den Stierkampf hervorbringen. Zum Treiben, Separieren, Einholen oder Abdrängen der oft recht aggressiven Rinder ist die Verwendung eines gut ausgebildeten, ausdauernden Pferdes unerlässlich. Die spezielle, für das Hüten und Treiben von Rindern entwickelte Arbeitsreitweise stammt vermutlich ursprünglich aus dem iberischen Raum. Die wiederum aus ihr entwickelte Ausbildungsweise der Pferde nennt man Doma Vaquera, wörtlich die „Zähmung für Rinder“. Viele der amerikanischen Arbeitsreiter iberischer Herkunft verwenden einen ähnlichen Reitstil, der jedoch immer den regionalen Bedingungen angepasst wird.
Seit einigen Jahrzehnten wird die „Doma Vaquera“ unter diesem Namen in Spanien auch als eigener sportlicher Wettbewerb geritten. Die verlangten Lektionen sind der alltäglichen Arbeit am „Campo“ (dem Weideland) entnommen und ähneln jenen der Western-Reitweise (Reining). Sein Pferd ist meist ein entsprechend ausgebildeter Andalusier mit gut entwickeltem Cow Sense, oder ein so genannter Tres Sangres, ein speziell für die Rinderarbeit entwickelter Typ aus Englischem Vollblut, Araber und Andalusier. Mitunter kommen auch Kreuzungen aus nur zwei dieser Rassen bzw. mit Quarter Horses zum Einsatz. Ein Hirtenpferd muss wendig, sensibel, reaktionsschnell, mutig, rittig und intelligent sein. Außerdem muss es über Wendigkeit, eine hohe Beschleunigung und Cow sense verfügen. Cow sense ist ein instinktives Eingehen auf das Verhalten von Rindern.
Ein guter Vaquero ist imstande, seine Pferde dahingehend auszubilden und in der Regel ein instinktiver, sicherer und umsichtiger Reiter. Jedoch sind nahezu weltweit alle Arbeitsreiter wenig zimperlich im Umgang und der Ausbildung ihrer Reittiere, da sie ja unbedingten Gehorsam einfordern müssen. Das Wort Doma für Einreiten, Zureiten, Zähmen oder Einbrechen bedeutet wörtlich Unterwerfung und weist bereits darauf hin. In nahezu allen pastoralen Kulturen, welche mit Pferden arbeiten, werden mehr oder weniger präzise/harsche Ausbildungsmittel verwendet, wie die sogenannte Serreta in Spanien, der Bocado in Südamerika, das Bosal in Nordamerika, das Bozal in Peru etc.

## Sattelzeug
Das Sattelzeug des Arbeitspferdes besteht in der Regel aus einer einfachen Kandarenzäumung mit entweder ledernen Fransen am Stirnriemen (Frontaleras) oder einem quastenbesetzten Ziergeflecht aus Rosshaar (Mosquero). Beide dienen zur Abwehr von Insekten. Der Arbeitssattel wird in Spanien als Albardón bezeichnet und ist dem maurischen Sattel der Berbervölker ähnlich, mit hoher Lehne und großer Auflage. Sein Kern ist eine feste Strohmatte, die mit Leder überzogen ist und vorne und hinten die Aufbauten (Zwiesel, Galerie) aus überzogenem Holz aufweist, die einen sicheren Sitz gewährleisten. Die meist dreieckig-kastenförmigen Steigbügel sind identisch mit jenen aus Afrika und schützen den Fuß. Die gesamte Ausrüstung dürfte starke Einflüsse maurischer Reitkultur aufweisen, beziehungsweise geht auf jene zurück, während die Tracht an jene der spanischen Landadeligen (Hidalgos) angelehnt ist, die selbst als gute Reiter gelten können. Die Großgrundbesitzer beweisen ihre Reitkunst vornehmlich im berittenen Stierkampf, dem Rejoneo. In Portugal wird ein einfacher Sattel (oft im Typ eines Bocksattels) und ebenfalls Kandarenzaum verwendet; das dortige Sattelzeug unterscheidet sich vom spanischen mitunter deutlich.

## Rejoneador

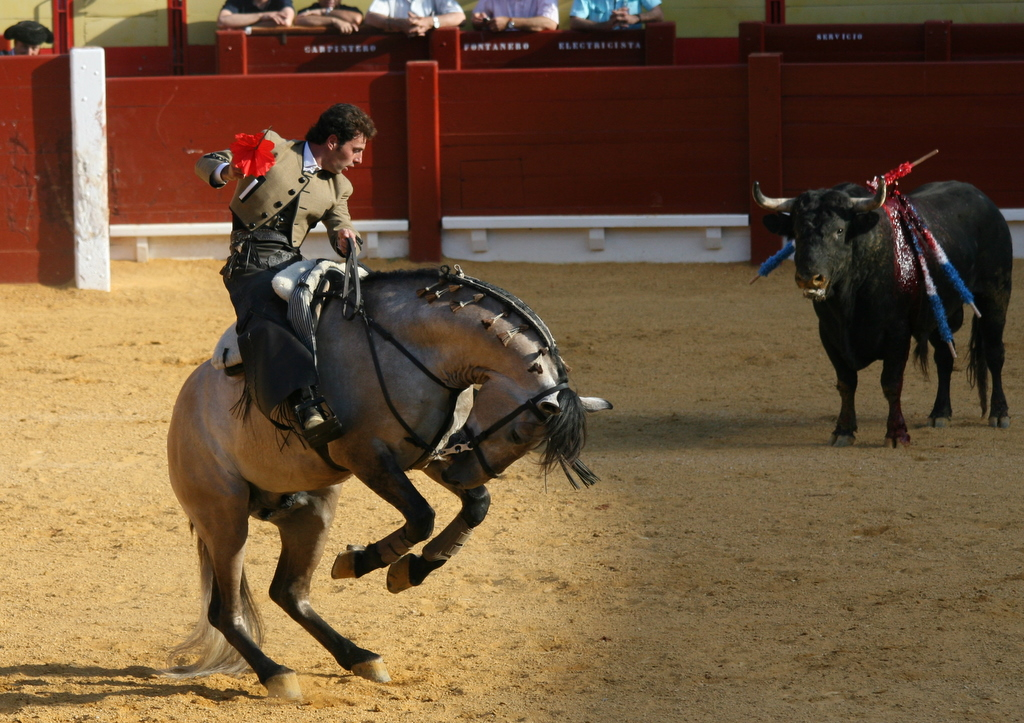
Rejoneador

Die Pferde eines Rejoneadors (berittener Stierkämpfer im Gegensatz zum Torero der zu Fuß kämpft) sind ähnlich beschaffen und wenn möglich noch präziser ausgebildet als jene des Vaqueros, da im Stierkampf jede Fehlreaktion zu Verwundung oder Tod führen können. Die Pferde müssen mutig sein und auch gegebenenfalls mithelfen, einen Stier zu reizen, damit der Rejoneador die Banderillas (kleine Lanzen) in den Nacken des Stieres stoßen kann. Grundsätzlich gilt für sie analog das oben Gesagte. Jeder Kampf besteht aus mehreren Abschnitten, meist kommen darin verschiedene Pferde zum Einsatz, da sich das Verhalten des Stiers mit der Fortdauer des Rejoneo ändert.